# Площа Незалежності (Стрий)
Майдан Незалежності — одна з головних площ міста Стрия Львівської області, важлива транспортна розв'язка. Розташований неподалік залізничного вокзалу.

## Архітектура

Пам'ятник будителям: Шевченку, Франку, Лесі Українці у Стрию

Майдан Незалежності поєднав навколо себе всі основні архітектурні стилі, якими обростало місто протягом останніх ста років — зупинившись в центрі площі, і озирнувшись довкола, можна в хронологічній послідовності побачити як розвивалось місто — починаючи від Австро-Угорщини і закінчуючи утилітарним багатоповерховим стилем радянської доби початку 80-х років XX століття

## Пам'ятники
На Майдані Незалежності розташовано єдиний в Україні потрійний пам'ятник Тарасу Шевченку, Івану Франку та Лесі Українці.
.